# ダヴィド・ミクレスク
ダヴィド・ラウール・ミクレスク（David Raul Miculescu、2001年5月2日 - ）は、ルーマニア・アラド出身のサッカー選手。FCSB所属。ポジションはFW、MF。

## クラブ経歴
ルーマニア各地のクラブの下部組織を転々とし、2016年にFC UTAアラドの下部組織に入団した。2017年9月23日、2部リーグにあたるリーガ2のFCオリンピア・サトゥ・マーレ戦にて、78分に途中交代でピッチに入ったことで、わずか16歳にしてプロデビューを果たした 。トップチーム2年目の2019-20シーズ、リーグ戦25試合に出場してクラブのリーガ1昇格に貢献すると、その後はクラブのレギュラーに定着した 。
2022年8月1日、リーガ1のFCステアウア・ブカレストへの移籍が発表され、5年契約を結んだ。

## 人物
父親のヴァレンティン・ミクレスクも元サッカー選手であり。主にルーマニアの下部リーグでプレーした。

## タイトル

### クラブ
FC UTAアラド
- リーガ2 : 1回 (2019-20)

FCステアウア・ブカレスト
- リーガ1 : 2回 (2023-24, 2024-25)
- スーペルクパ・ロムニエイ : 1回 (2024)